# Comunità ebraica di Ceneda

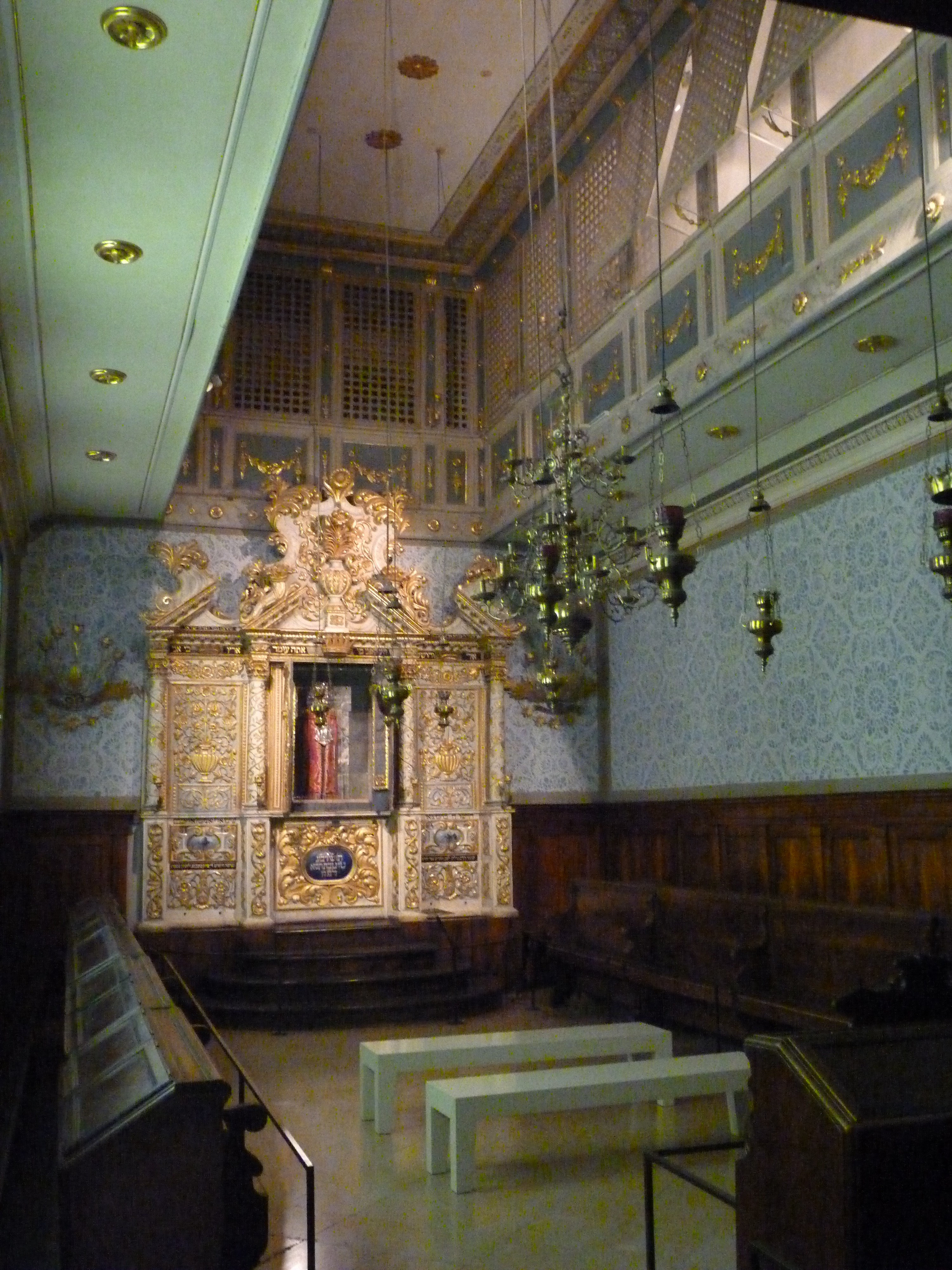
Interni della sinagoga di Vittorio Veneto, oggi conservati in Israele

La Comunità ebraica di Ceneda fu una comunità ebraica con sede a Ceneda, attuale quartiere di Vittorio Veneto (provincia di Treviso settentrionale).

## Storia
I primi israeliti a raggiungere Ceneda furono i Coneian o Conegliano, provenienti, appunto, dalla comunità di Conegliano: nel 1597 si accordarono con il vescovo Marcantonio Mocenigo ed ebbero una prima condotta per la gestione di un banco. Prima di allora gli abitanti della città ottenevano prestiti dagli ebrei di Serravalle e Conegliano oppure si rivolgevano a usurai cristiani. Dopo il fortunato avvio del banco, i Coneian cominciarono ad interessarsi anche ad altre forme di imprenditoria come la concia delle pelli e la produzione di carta, nonché alla vendita di generi vari tramite l'apertura di un emporio.
Nel 1599 lo stesso prelato concesse loro di comprare beni immobili e la famiglia andò a insediarsi in località Biorca (incrocio fra le attuali vie Garibaldi e Da Ponte) dove di lì a poco sarebbe sorto il ghetto. Nel corso dei due secoli successivi la città fu raggiunta da altre famiglie ebraiche provenienti perlopiù dall'Italia settentrionale, sicché in occasione del censimento del 1766 si contarono 57 ebrei su una popolazione complessiva di 4.198 abitanti. Un'analoga indagine condotta nel 1804 registrava 43 ebrei raggruppati in otto gruppi famigliari.
La condizione degli ebrei di Ceneda sembra essere stata migliore rispetto a quella delle comunità circostanti proprio perché godettero della protezione dell'autorità vescovile. Questa situazione favorevole, tuttavia, non durò a lungo e la condizione degli ebrei peggiorò sia dal punto di vista economico (crollo dei tassi d'interesse) sia sociale. Le restrizioni più significative furono emanate durante il vescovado di Benedetto De Luca (1725-1739); fra queste, la relegazione nel ghetto.
Con le amministrazioni francese e austriaca seguite alla caduta della Serenissima gli ebrei ottennero i pieni diritti civili. Molti di loro parteciparono ai moti risorgimentali: nei mesi della Repubblica di San Marco il 7% della pur modesta popolazione israelitica venne arruolato nelle file dei patrioti.
La comunità raggiunse il suo apice nella seconda metà dell'Ottocento grazie all'arrivo di alcuni ebrei stranieri attratti dalla promettente economia cenedese, ma nei decenni successivi cominciò a declinare soprattutto a causa del trasferimento di numerose famiglie verso città più importanti. Se nel 1855 si contavano ancora 73 ebrei, nel 1881 erano scesi a 49 e nel 1919 erano ridotti a 6. Nel 1944 due ebrei vittoriesi, Elvira ed Ettore Graziani, morirono nella Shoah e nel secondo dopoguerra la comunità era sostanzialmente estinta.

## Oggi
L'ex quartiere ebraico, tutt'oggi denominato Ghetto, è costituito da un gruppo di edifici raccolti all'incrocio delle vie Garibaldi, Da Ponte, Labbi e Manin.
Sin dal 1646 è attestata in città la presenza di un piccolo luogo di culto, ma è del 1710 l'apertura di una vera e propria sinagoga, allestita in un edificio tuttora esistente all'angolo fra le vie Da Ponte e Manin. Funzionò sino al 1910; negli anni 1950 fu smantellata e nel 1964 i suoi arredi vennero trasferiti al Museo Israel di Gerusalemme, mentre alcuni oggetti passarono al Museo Israelitico di Venezia.
Presso un portico di via Manin è murata una lapide del 1771 che, in caratteri ebraici e latini, riporta un versetto della Bibbia.
Dal 1857 gli ebrei cenedesi, che prima usufruivano del cimitero israelitico di Conegliano, ebbero un proprio camposanto, in uso ancor'oggi. Si trova nelle campagne a sud del centro, in via Cal di Prade.

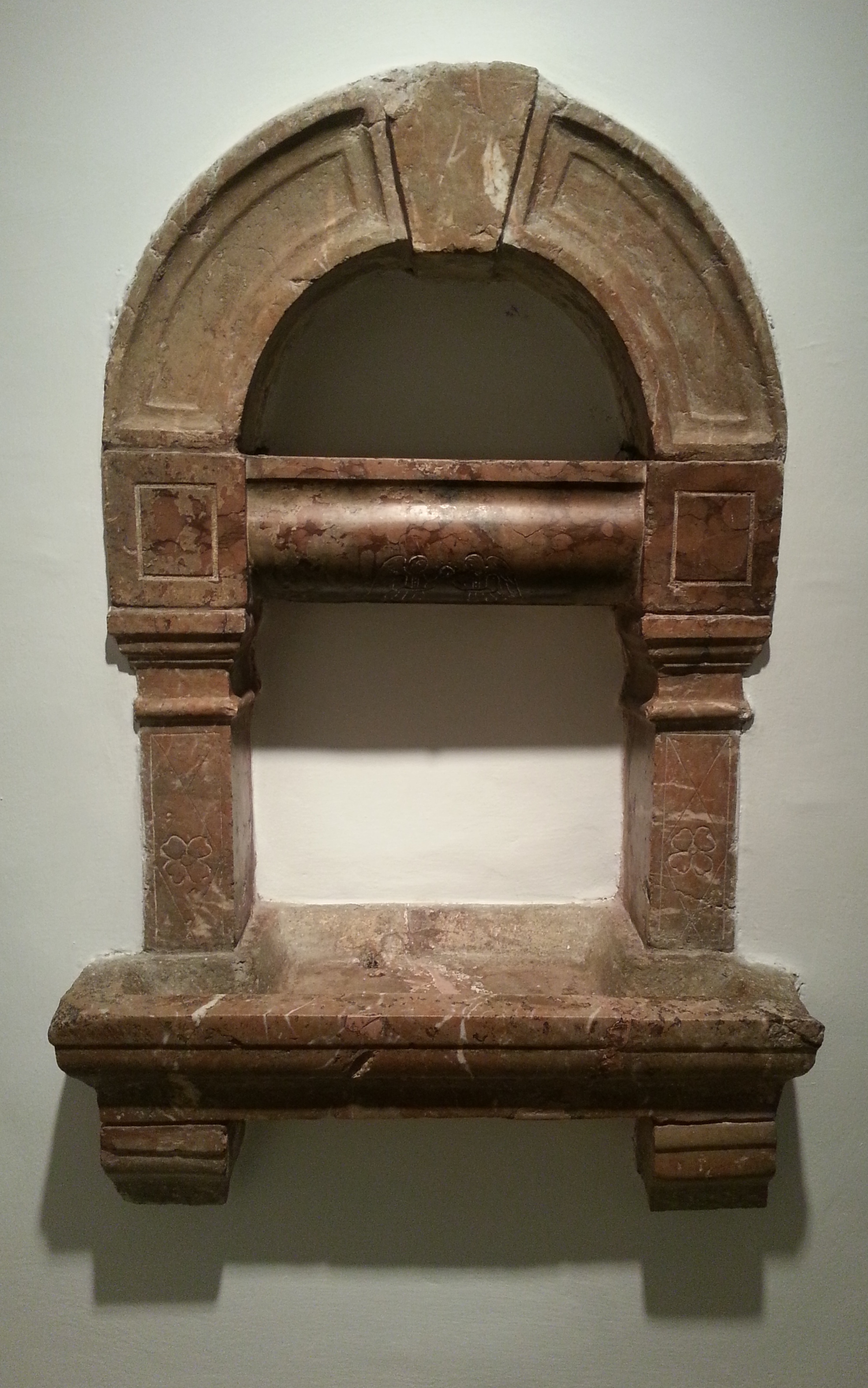
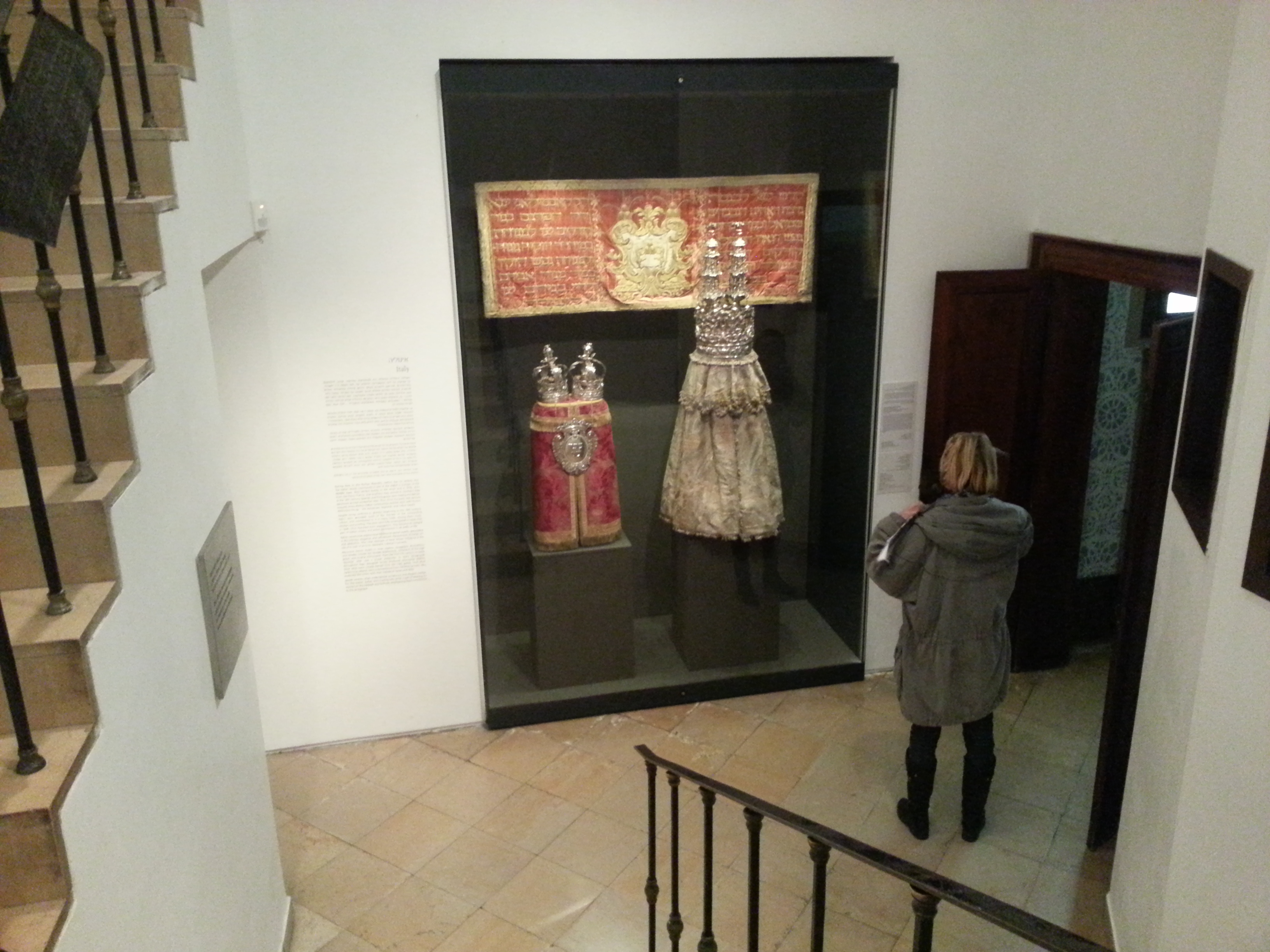
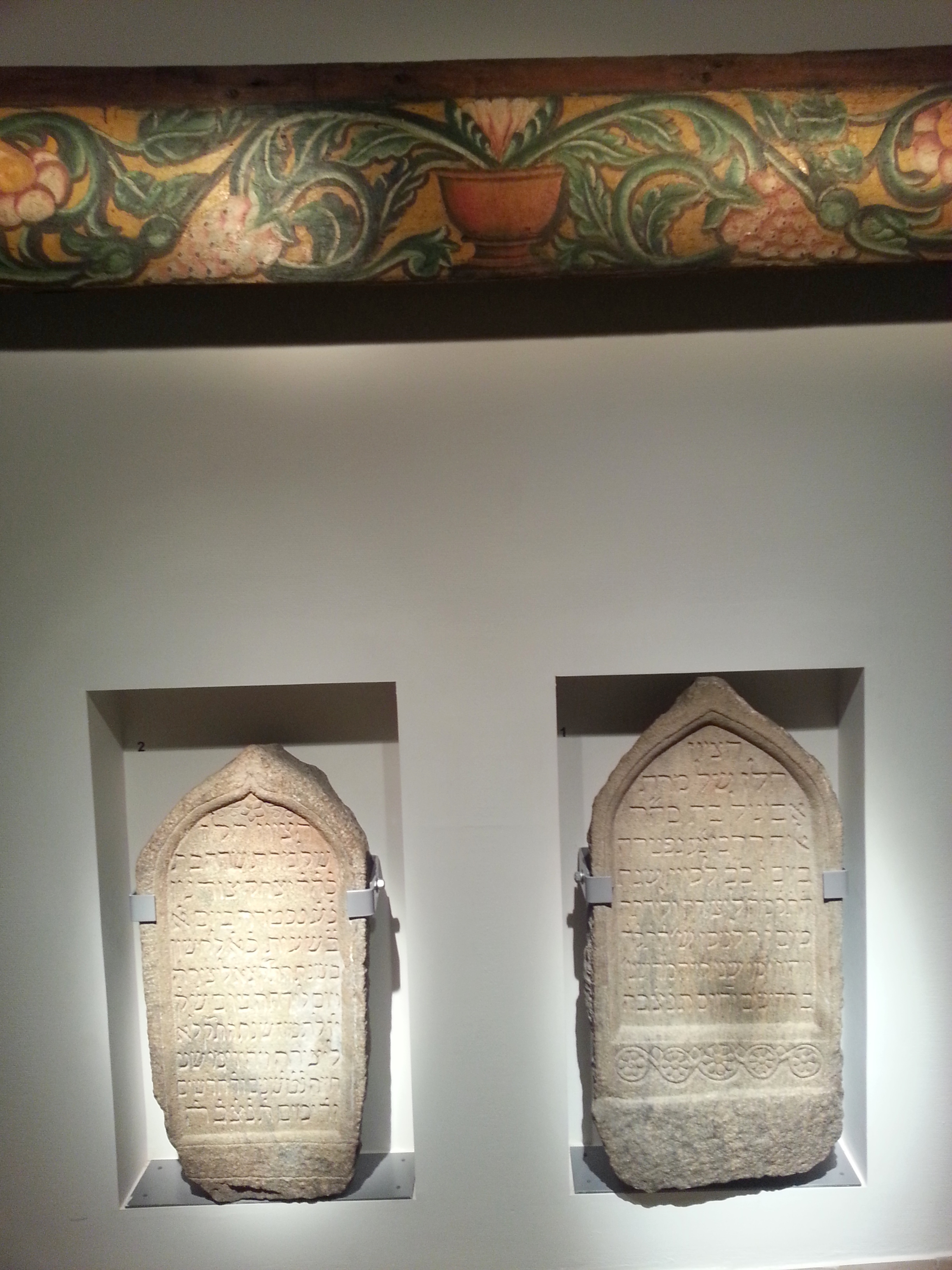
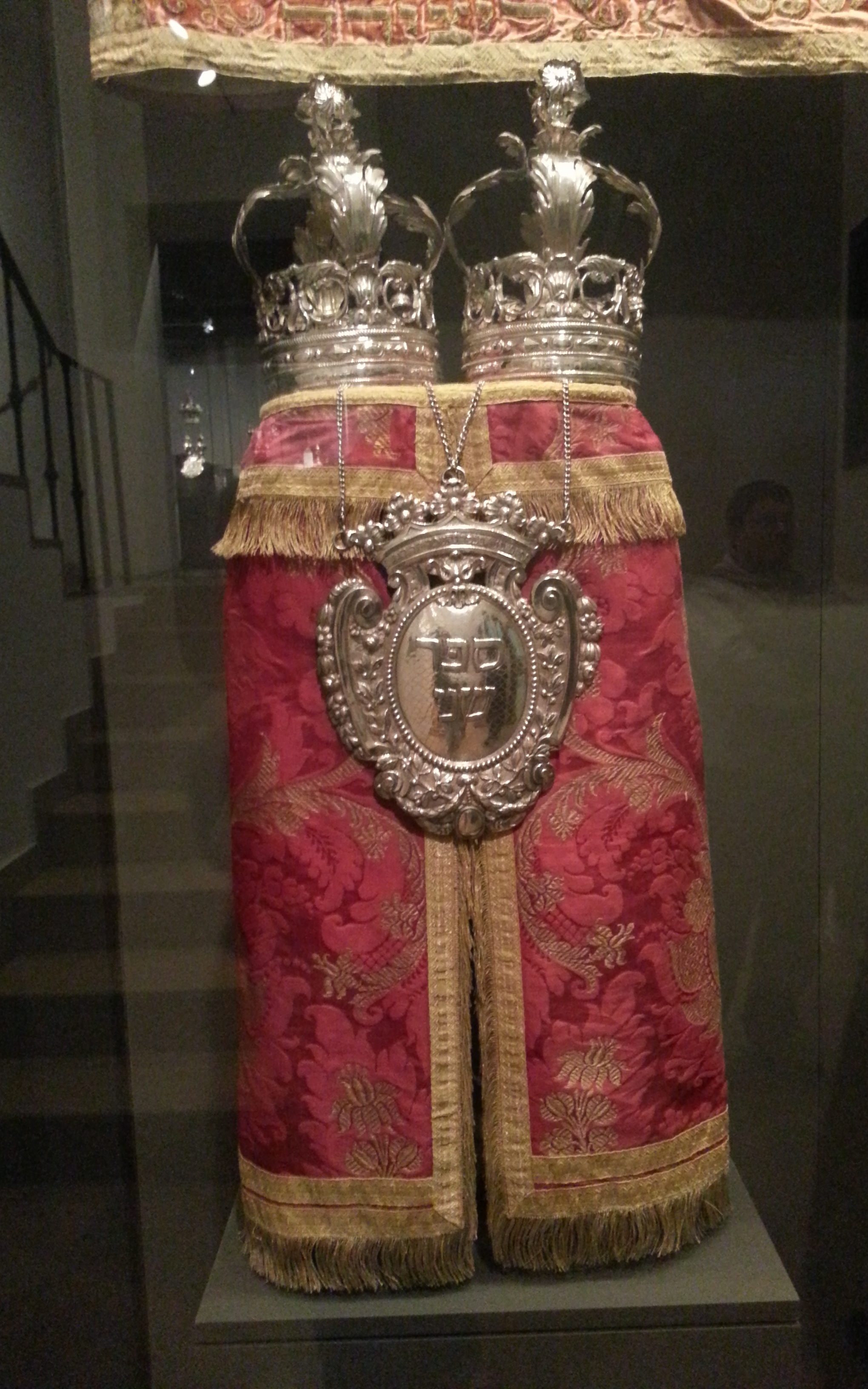
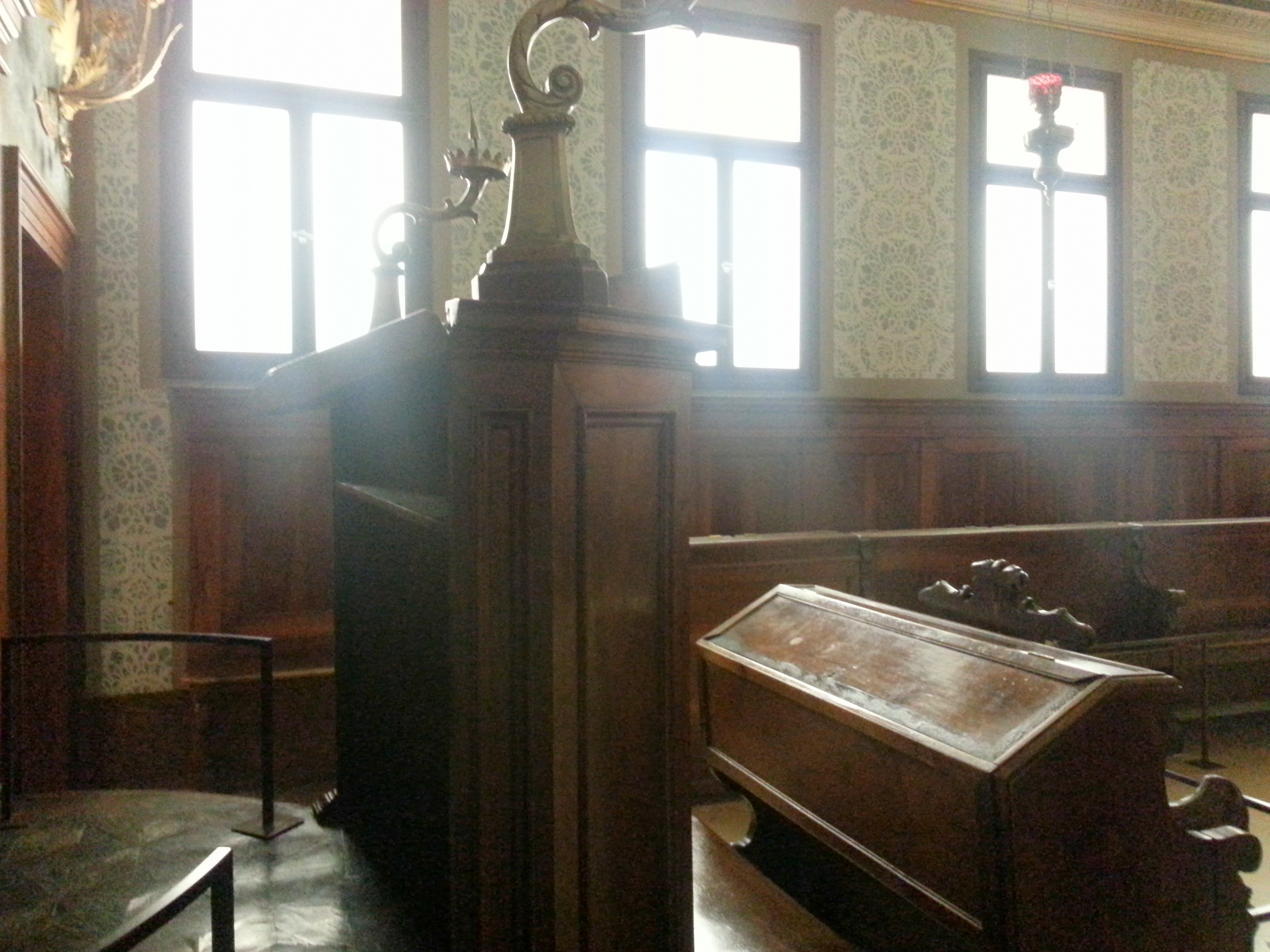
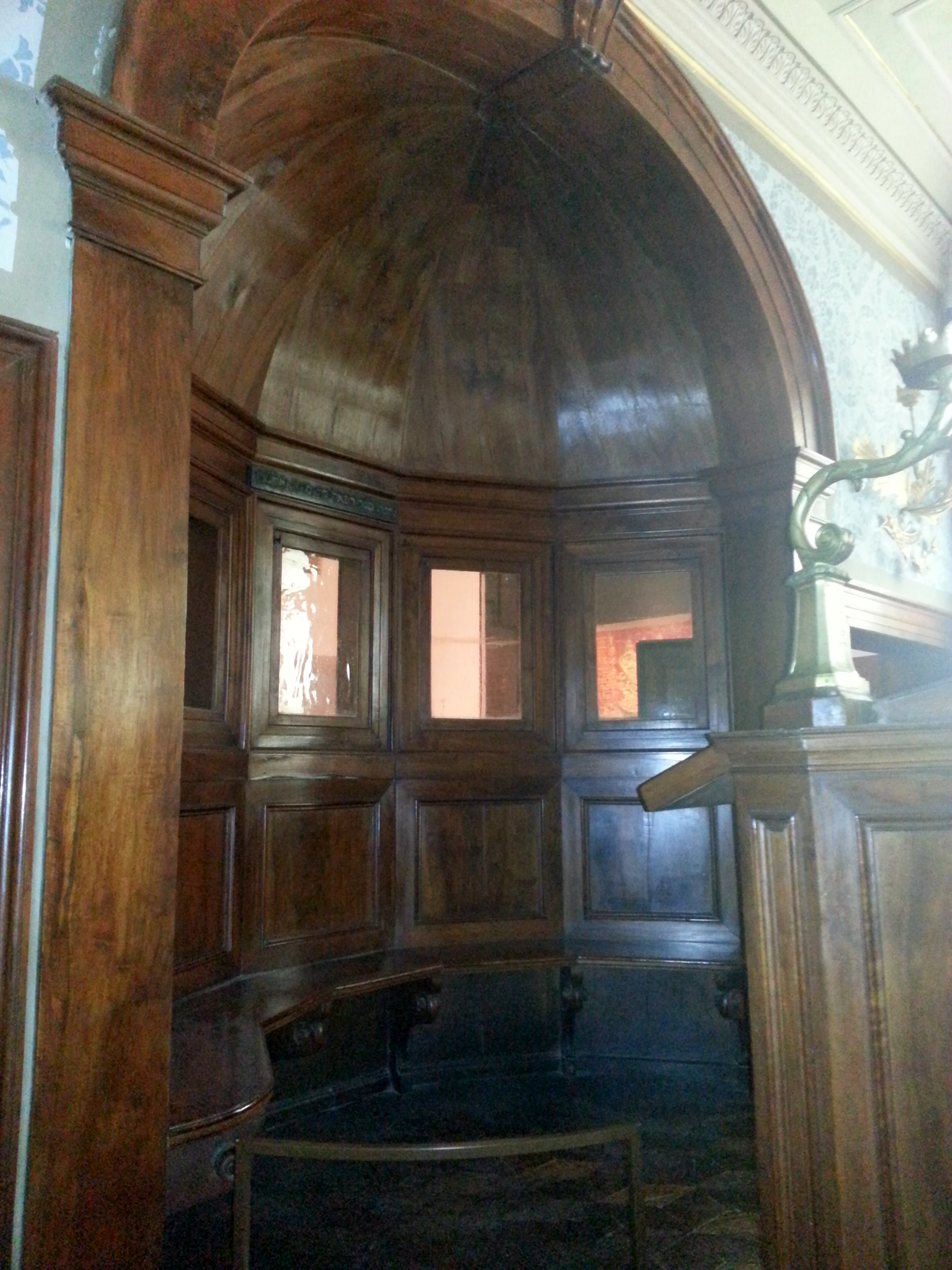
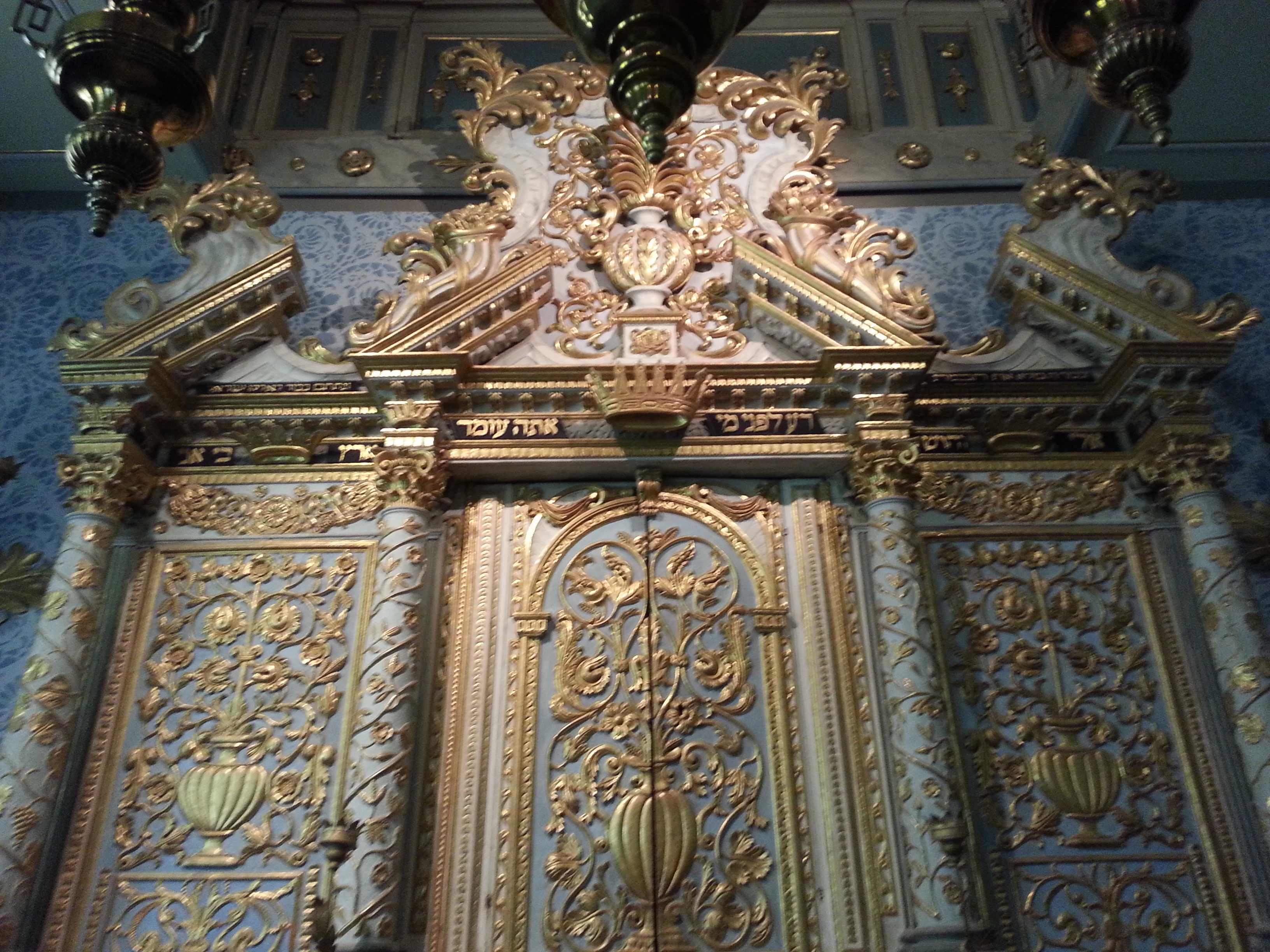
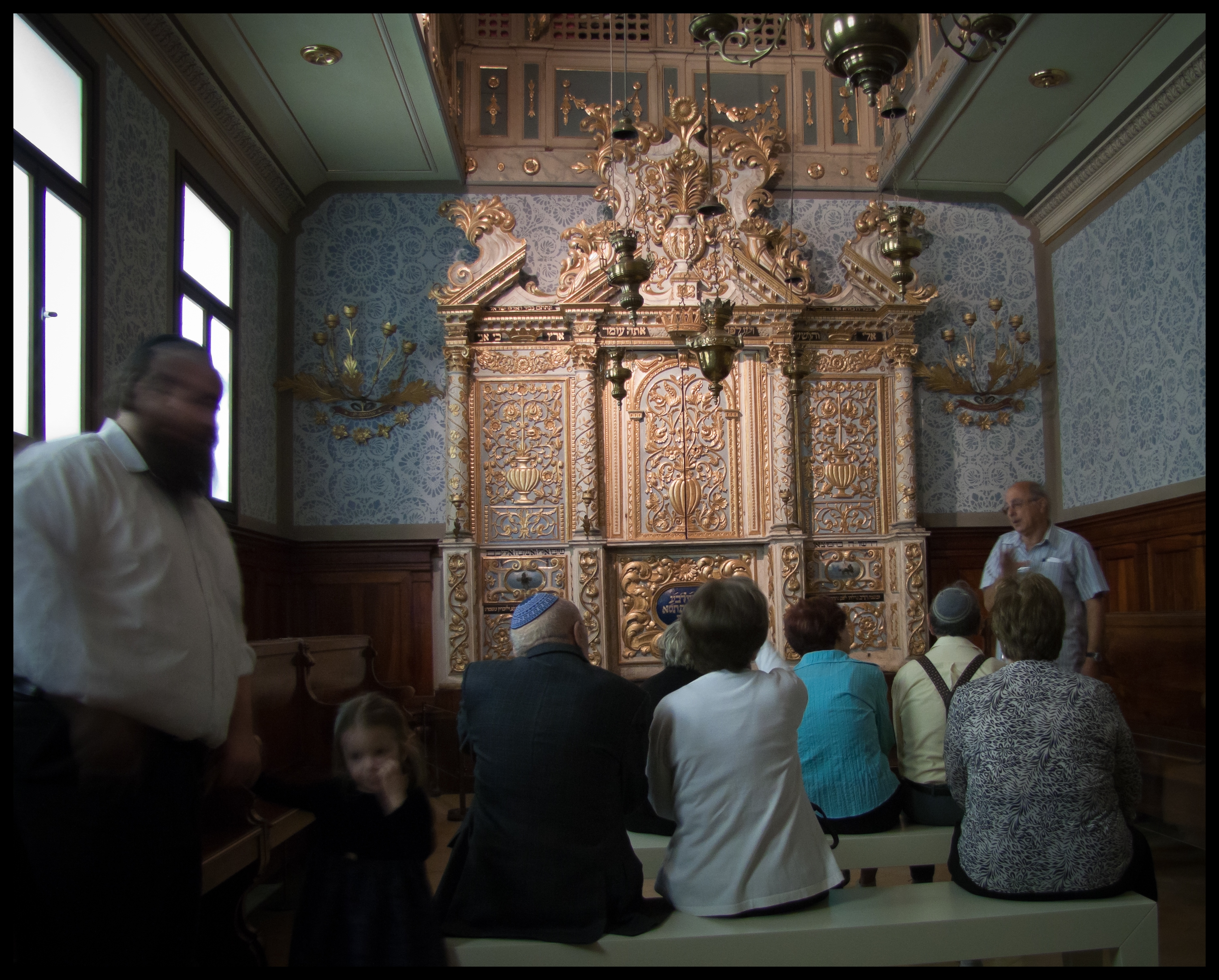
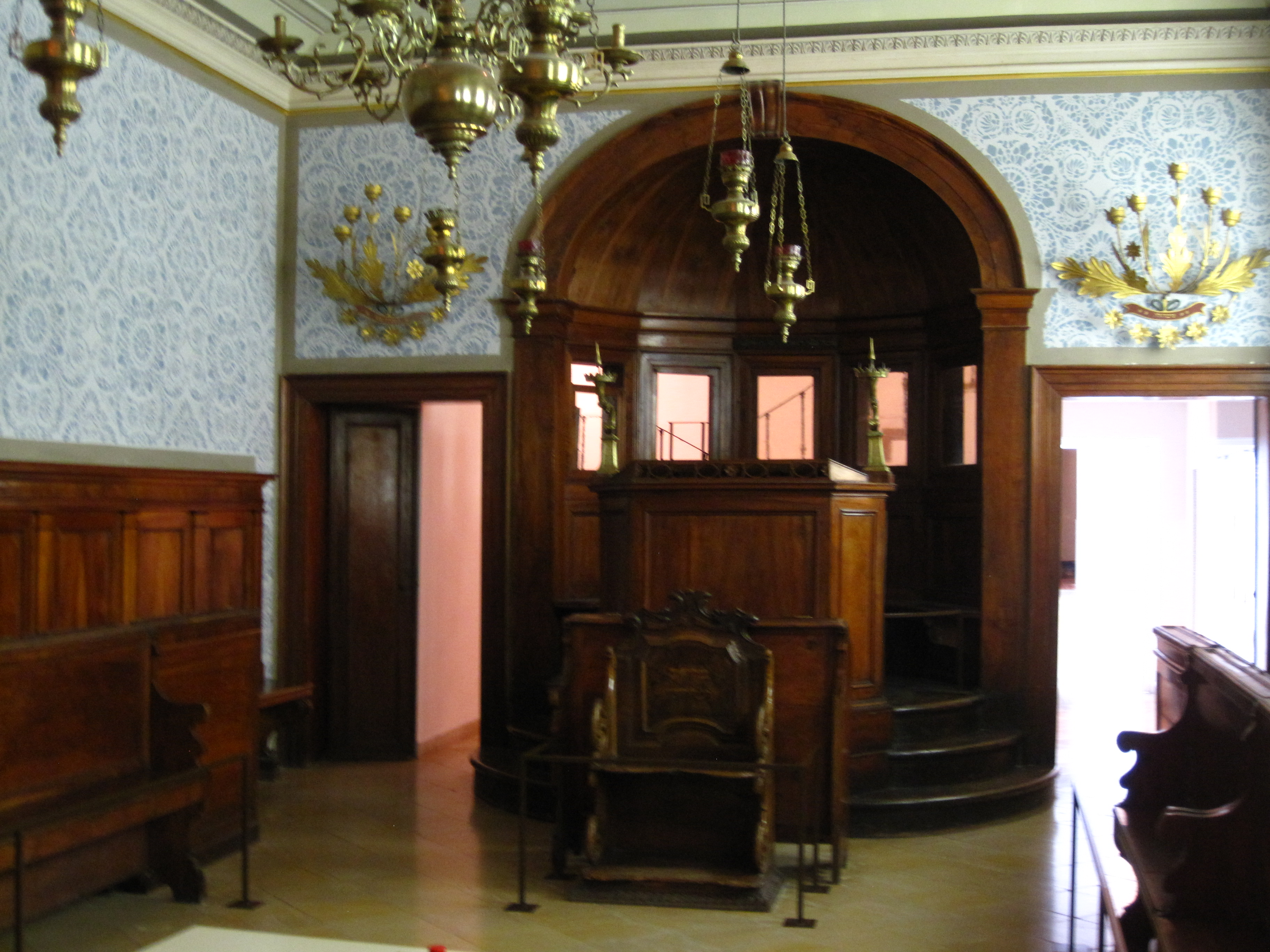
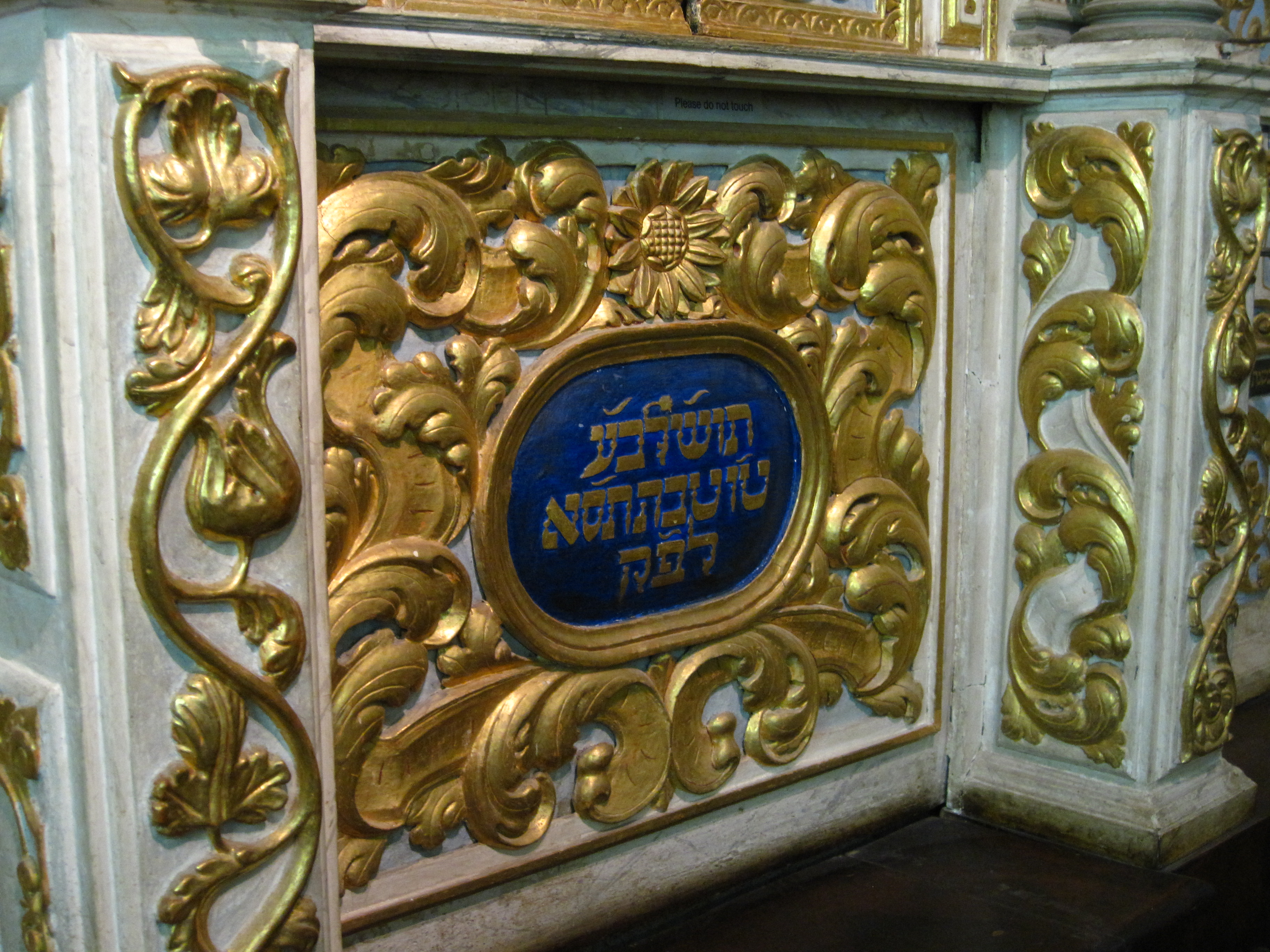
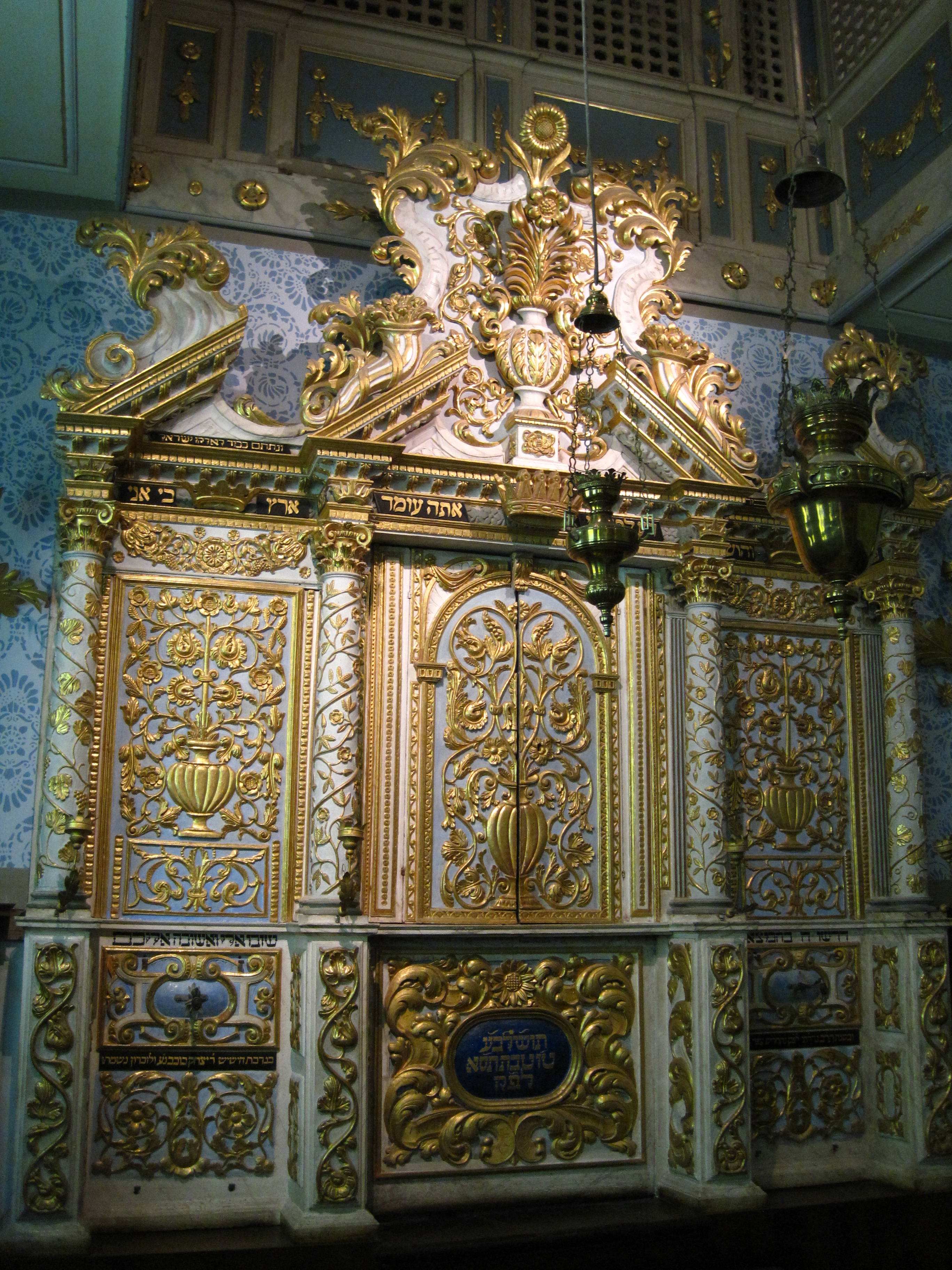
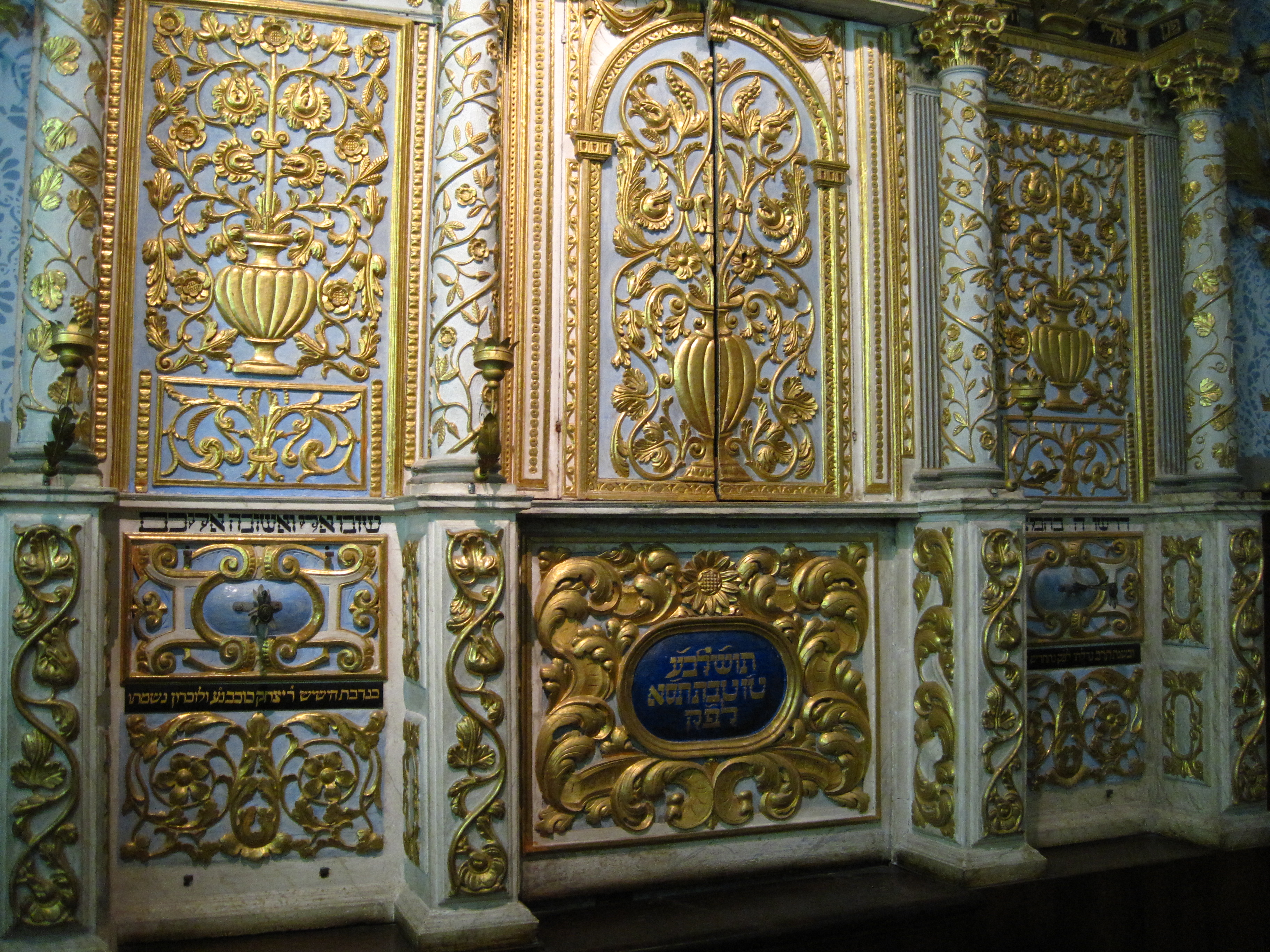
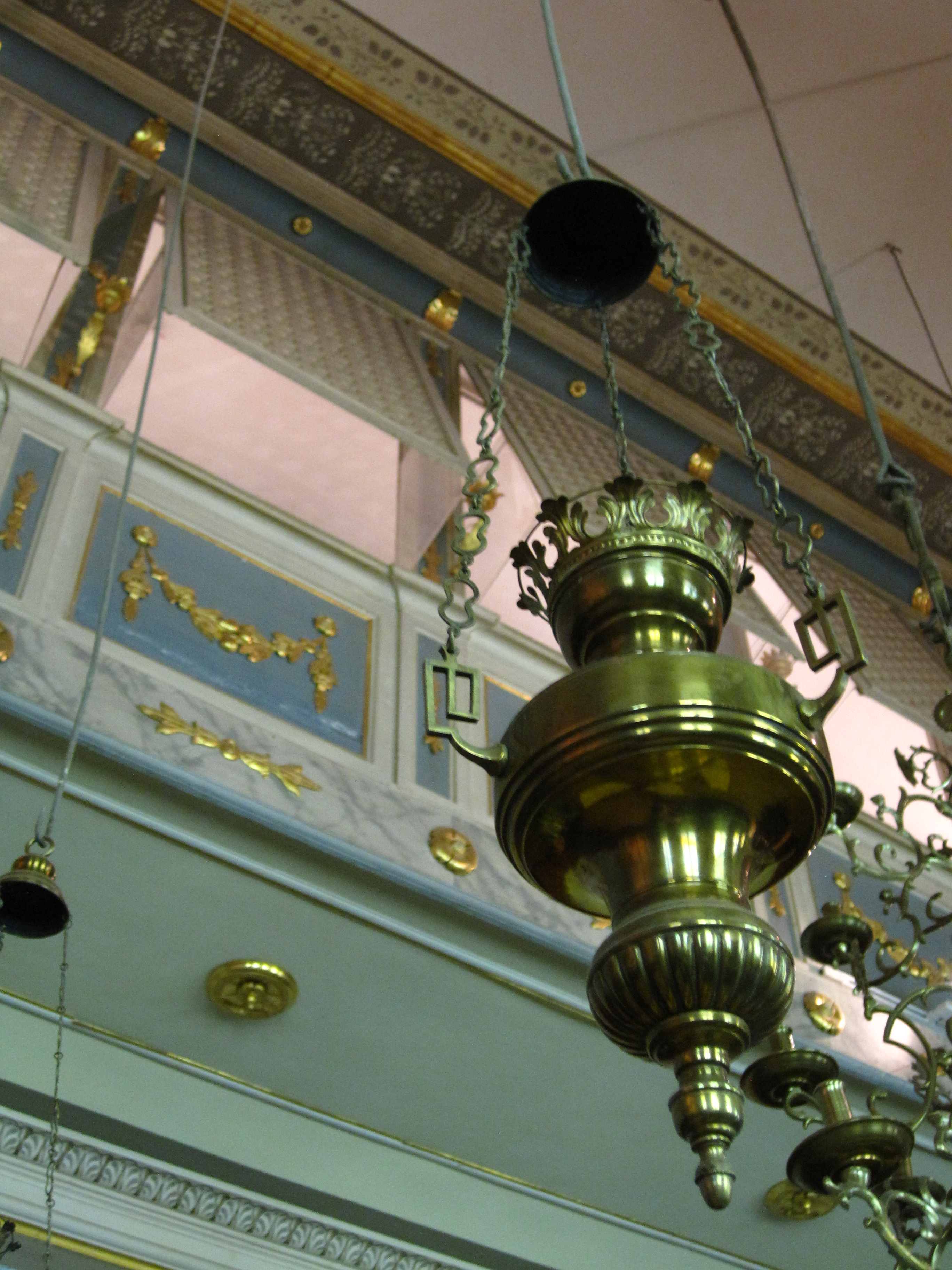
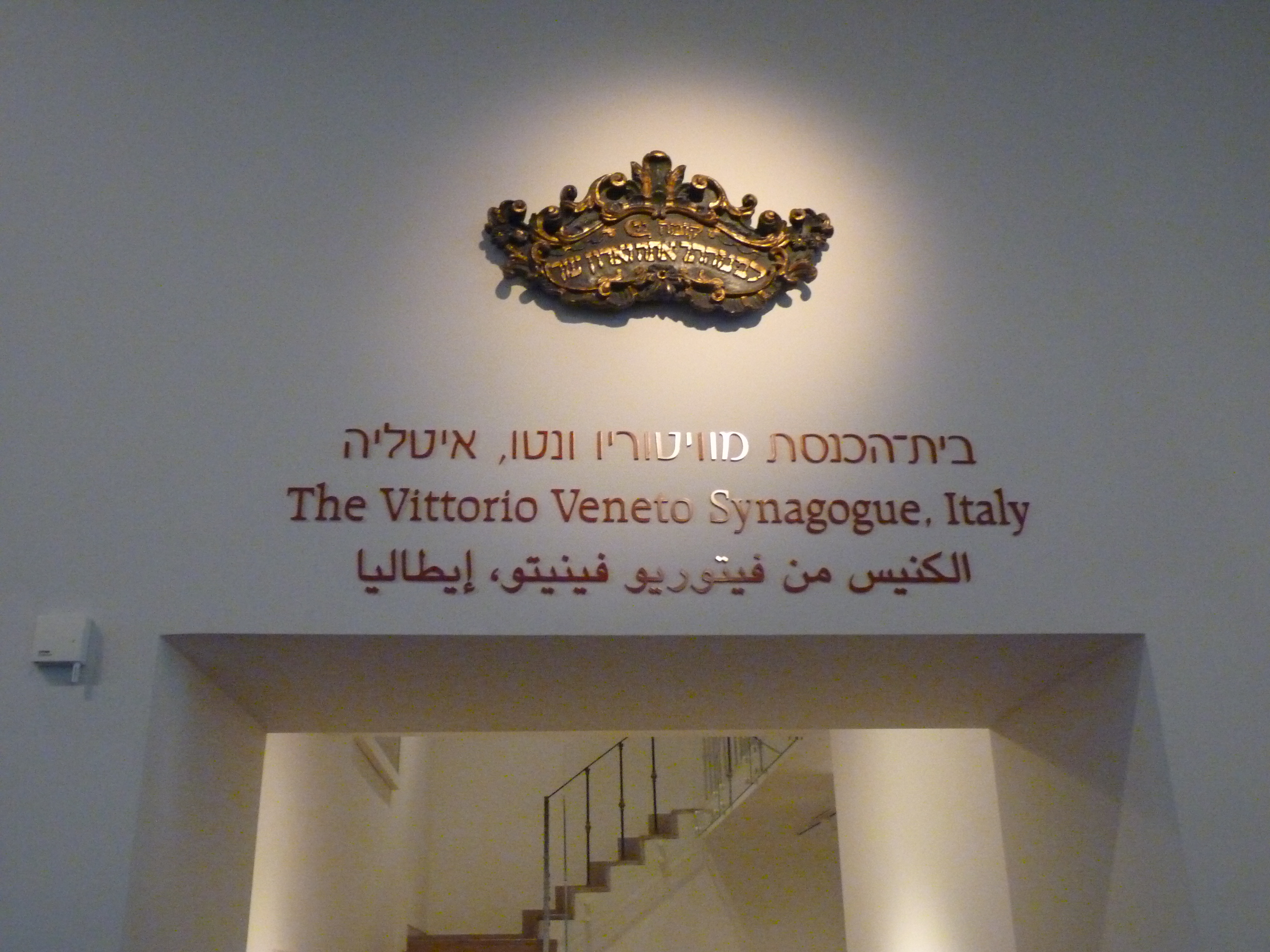

## Membri illustri
- Lorenzo Da Ponte (Ceneda, 1749 – New York, 1838), librettista. Nato Emanuele Conegliano, nel 1763 si convertì con tutta la famiglia e assunse il nome del vescovo che ne officiò il battesimo.
- Beniamino Labbi (Venezia, 1786 - Ceneda, 1855), mercante e benefattore.
- Jacopo Stella (Ceneda, 1801 - Vittorio, 1874), insegnante e pittore.
- Isacco Luzzatti (Porpetto, 1806 - Vittorio, 1872), imprenditore e benefattore.
- Alberto Gentili (Vittorio, 1873 - Torino, 1954), docente universitario e compositore.